# Tuszów Narodowy
Tuszów Narodowy est une localité polonaise, siège de la gmina de Tuszów Narodowy, située dans le powiat de Mielec en voïvodie des Basses-Carpates.